# Layout di impianto industriale

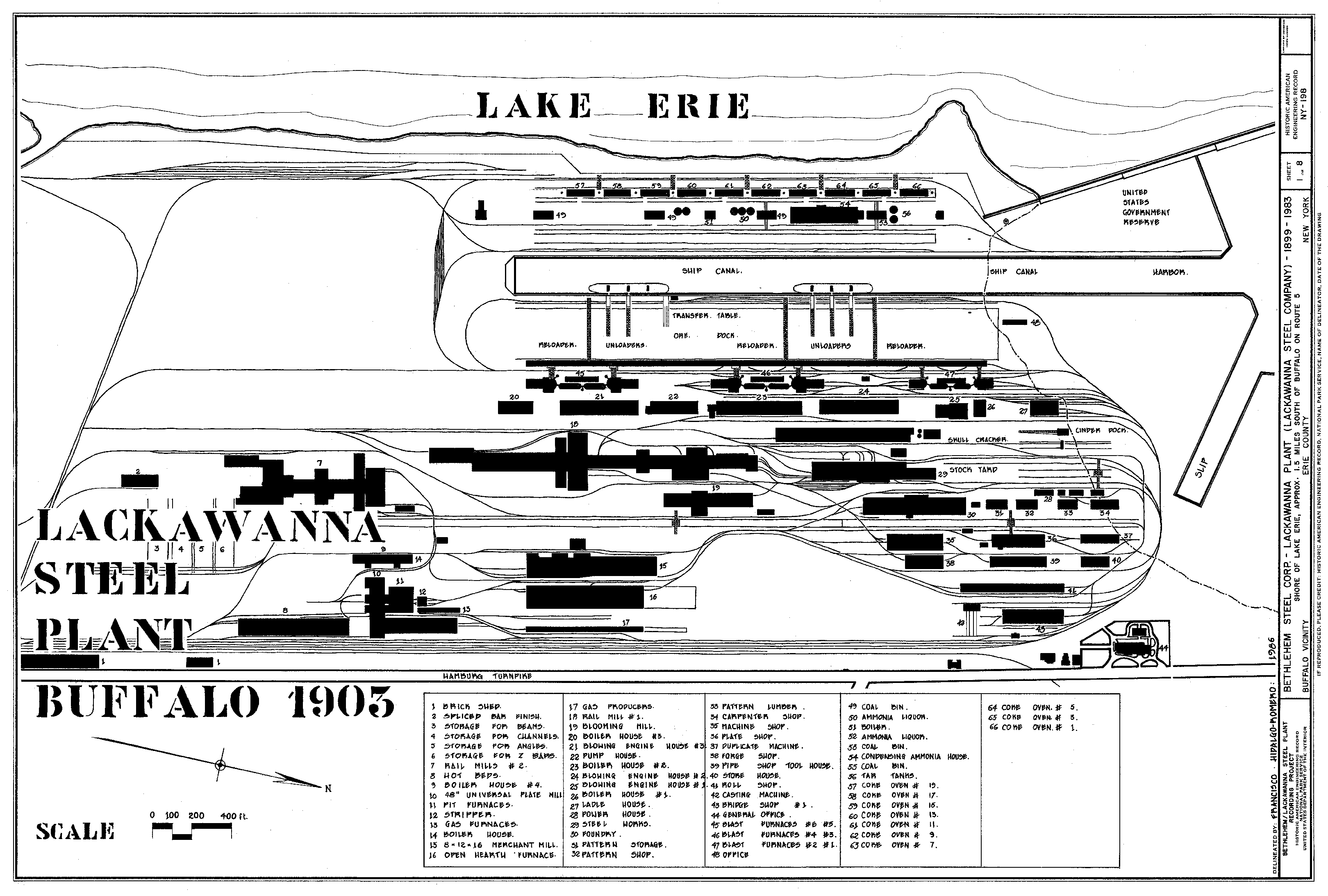
Layout di un impianto di produzione dell'acciaio

Il layout di un impianto industriale è la formalizzazione dello studio della disposizione dei reparti e dei servizi in un'area adibita ad impianto industriale. La realizzazione di tale layout è il risultato di uno studio ingegneristico che mette a confronto diverse configurazioni.

## Generalità
Nel realizzare tale studio è necessario prendere in considerazione diversi aspetti:
- Lo spazio fisico deve essere adeguato alle esigenze richieste in base alle dimensioni dei macchinari, allo spazio per manovrarli e per effettuare la manutenzione.
- Le relazioni e il loro grado di importanza che esistono tra le diverse entità (macchine, servizi, reparti, magazzini,....) che sono presenti nell'impianto.
- La movimentazione dei materiali tra i vari reparti produttivi.
- Le comunicazioni, cioè telefono, dati, telemetria e la trasmissione di qualsiasi altro segnale che si rendesse necessario.
- Le infrastrutture di servizio, quali: acqua, elettricità, gas, scarichi, aria compressa, ecc.
- Struttura reale dell'edificio che si andrà ad allestire.
- lo scopo di ogni singola azienda. (il layout di una ditta di abbigliamento sarà sicuramente diverso rispetto al layout di una ditta metalmeccanica)

Tutte queste considerazioni andranno fatte per realizzare le varie soluzioni di progettazione dell'impianto.

## Obiettivi
Lo studio di un layout per un impianto industriale, viene fatto principalmente per i seguenti scopi:
- Ottimizzare lo spazio a disposizione
- Velocizzare i trasferimenti di materiale e/o persone tra i vari reparti dell'impianto
- Garantire, il più possibile, la vicinanza tra reparti in cui è presente una relazione importante (ad esempio sarà conveniente porre vicino un reparto di riparazione con un reparto di test, il magazzino vicino all'entrata dei camion, gli uffici amministrativi vicino alla stanza delle fotocopie,...)

In un impianto in cui è predominante il trasferimento di materiali (ad esempio impianti di produzione in linea), nella stesura del layout sarà di prevalente importanza prendere in considerazione i flussi tra un reparto e l'altro, mentre dove questi sono di minor impatto sull'economia generale dell'impianto (es. in un'officina di riparazione) sarà più importante valutare le relazioni e il movimento delle persone.

## Strumenti
Per effettuare un corretto studio del layout sono stati messi a punto numerosi algoritmi. Esistono numerosi software (implementati anche in programmi CAD) che aiutano nella progettazione.